# Abantidas
Abantidas (gr. Aβαντιδας), tyran grecki (III wiek p.n.e.). Urodził się w Sykionie, przywłaszczył sobie najwyższą władzę w kraju. Kazał zamordować Kliniasa (271 p.n.e.), wybranego władcą przez obywateli, wytępił również prawie wszystkich jego krewnych i przyjaciół. W końcu sam został pokonany i zabity przez Aratosa, syna Kliniasa, wybitnego wodza, stratega Związku Achajskiego.